# ضد اسهال

ساختار شیمیایی لوپرامید - نوعی ماده افیونی ضد اسهال

داروهای ضد اسهال، انواعی از داروها و موادی هستند که در هنگام اسهال، تجویز شده و باعث توقف، کاهش یا بهبود وضعیت اسهال می‌شوند.

## انواع
- محلول‌های الکترولیت، اگرچه ضد اسهال واقعی نیستند، برای جایگزینی مایعات و نمک‌های از دست‌رفته در موارد حاد استفاده می‌شوند.
- حجم‌دهنده‌ها: مانند متیل سلولز، صمغ گوار یا فیبر خوراکی مانند سبوس برای اسهال در بیماری عملکردی روده و برای کنترل خروجی ایلئوستومی استفاده می‌شوند.
- جاذب‌ها: جاذب‌ها مواد سمی را که باعث اسهال عفونی می‌شود جذب می‌کنند، متیل سلولز یکی از مواد جاذب است.
- ترکیبات ضدالتهاب مانند بیسموت ساب‌سالیسیلات.
- آنتی‌کولینرژیک‌ها موادی هستند که حرکات روده را کاهش می‌دهند و در برابر اسهال و کرامپ، مؤثر هستند.
- استفادهٔ کلاسیک از مواد افیونی، علاوه بر تسکین درد، به‌عنوان یک داروی ضد اسهال، مورد مصرف است. مواد افیونی دارای اثرات آگونیستی بر روی گیرنده‌های مواد افیونی در روده هستند که وقتی فعال شوند باعث یبوست می‌شوند. از داروهایی مانند مورفین یا کدئین می‌توان برای تسکین اسهال از این طریق استفاده کرد. یکی از مواد افیونی قابل توجه برای تسکین اسهال، لوپرامید است که تنها آگونیست گیرنده‌های اپیوئیدی از نوع μ (میو) در روده بزرگ است و تأثیرات افیونی بر روی سیستم عصبی مرکزی ندارد، زیرا به‌طور قابل‌توجهی، از سد خونی مغزی عبور نمی‌کند. لوپرامید با تأثیراتی مشابه سایر داروهای مخدر، اما بدون اثرات جانبی بر سیستم عصبی مرکزی (CNS) یا پتانسیل سوءمصرف، مورد استفاده قرار گیرد.